# Gudrun Dahl
Gudrun Birgitta Dahl, född 3 april 1948 i Enskede, är en svensk socialantropolog.
Dahl växte upp i Stockholm och Göteborg. Under 1970-talet arbetade hon bland annat i Isiolo- och Boranadelen i Kenya 1973-1974. Under 1978 deltog hon i en större utredning för International Lifestock Comission of Africa om möjligheterna för förbättringsprogram för boskapsskötseln i Isiolodistriktet.
Sedan 1989 är hon verksam som professor vid Stockholms universitet där hennes verksamhet är särskilt inriktad på utvecklingsforskning.
Hon är dotter till geografen Sven Dahl och genealogen Olga Dahl samt syster till språkforskaren Östen Dahl och sondotter till trädgårdsmannen Carl G. Dahl.